# Jake Hanes
Jake Hanes (* 3. Mai 1998 in Orland Park) ist ein US-amerikanischer Volleyballspieler.

## Karriere
Hanes begann seine Karriere an der Carl Sandburg High School. Von 2017 bis 2020 studierte er an der Ohio State University und spielte in der Universitätsmannschaft Buckeyes. Nach dem Studium ging er 2020 zum französischen Erstligisten Arago de Sète. 2021 wechselte der Diagonalangreifer zum polnischen Verein BBTS Bielsko-Biała. In der Saison 2023/24 war er bei Cuprum Lubin aktiv. Mit der US-Nationalmannschaft nahm er 2024 an der Nations League teil. Zur Saison 2024/25 wurde er vom deutschen Bundesligisten Berlin Recycling Volleys verpflichtet. Mit dem Verein gewann er den DVV-Pokal 2024/25 und die deutsche Meisterschaft. Auch 2025/26 spielt Hanes für Berlin.